# Reprezentacja Francji w hokeju na lodzie mężczyzn
Reprezentacja Francji w hokeju na lodzie mężczyzn — kadra Francji w hokeju na lodzie mężczyzn.

## Historia
Od 1908 roku jest członkiem IIHF.
Od 2004 do turnieju MŚ edycji 2018 przez 14 lat trenerem kadry był Dave Henderson.